# Montes Claros de Goiás
Montes Claros de Goiás är en kommun i Brasilien.   Den ligger i delstaten Goiás, i den centrala delen av landet, 400 km väster om huvudstaden Brasília. Antalet invånare är 8 000.
Omgivningarna runt Montes Claros de Goiás är huvudsakligen savann. Runt Montes Claros de Goiás är det mycket glesbefolkat, med 4 invånare per kvadratkilometer.